# Urugvajska reprezentacija u hokeju na koturaljkama
Urugvajska reprezentacija u hokeju na koturaljkama predstavlja državu Urugvaj u međunarodnom hokeju na koturaljkama. Sudjelovali su više puta na Svjetskom prvenstvu u hokeju na koturaljkama (FIRS), Panameričkim igrama (CPRS) i Južnoameričkom prvenstvu (CSP).
Prvu utakmicu odigrali su 29. svibnja 1954. godine kada su izgubili od Nizozemske (2:3).

## Sastav
Sljedeći igrači su bili pozvani da sudjeluju na "B Svjetskom prvenstvu u hokeju na koturaljkama za muškarce" - 2010.